# Erkki Tuominen
Erkki Olavi Tuominen, född 26 juli 1914 i Hollola, död 25 juli 1975 i Moskva, var en finländsk ämbetsman och politiker. 
Tuominen blev juris kandidat 1941, biträdande chef för Statspolisen (Röda Stapo) 1947–1948 och dess chef 1948. Han tillhörde Finlands kommunistiska partis centralkommitté från 1954 och politbyrån från 1961. Han blev direktör vid Folkpensionsanstalten 1962 och var justitieminister i Ahti Karjalainens regering 1970–1971. Han var en av de främsta företrädarna för kommunistpartiets minoritetsfraktion.